# EAF1
EAF1 (англ. ELL associated factor 1) — білок, який кодується однойменним геном, розташованим у людей на короткому плечі 3-ї хромосоми.  Довжина поліпептидного ланцюга білка становить 268 амінокислот, а молекулярна маса — 29 042.
| 10         |  | 20         |  | 30         |  | 40         |  | 50         |
| ---------- |  | ---------- |  | ---------- |  | ---------- |  | ---------- |
| MNGTANPLLD |  | REEHCLRLGE |  | SFEKRPRASF |  | HTIRYDFKPA |  | SIDTSCEGEL |
| QVGKGDEVTI |  | TLPHIPGSTP |  | PMTVFKGNKR |  | PYQKDCVLII |  | NHDTGEYVLE |
| KLSSSIQVKK |  | TRAEGSSKIQ |  | ARMEQQPTRP |  | PQTSQPPPPP |  | PPMPFRAPTK |
| PPVGPKTSPL |  | KDNPSPEPQL |  | DDIKRELRAE |  | VDIIEQMSSS |  | SGSSSSDSES |
| SSGSDDDSSS |  | SGGEDNGPAS |  | PPQPSHQQPY |  | NSRPAVANGT |  | SRPQGSNQLM |
| NTLRNDLQLS |  | ESGSDSDD   |  |            |  |            |  |            |

A: Аланін

C: Цистеїн

D: Аспарагінова кислота

E: Глутамінова кислота

F: Фенілаланін

G: Гліцин

H: Гістидин

I: Ізолейцин

K: Лізин

L: Лейцин

M: Метіонін

N: Аспарагін

P: Пролін

Q: Глутамін

R: Аргінін

S: Серин

T: Треонін

V: Валін

Кодований геном білок за функціями належить до активаторів, фосфопротеїнів. 
Задіяний у таких біологічних процесах, як транскрипція, регуляція транскрипції, альтернативний сплайсинг. 
Локалізований у ядрі.